# Hautot-sur-Seine
Hautot-sur-Seine este o comună în departamentul Seine-Maritime, Franța. În 1 ianuarie 2022 avea o populație de 395 de locuitori.

## Comune vecine
|        |  | Val-de-la-Haye |
| Sahurs |  |                |
|        |  | Grand-Couronne |